# Journée internationale pour la préservation de la couche d'ozone
Le 16 septembre a été désigné par l'Assemblée générale des Nations unies comme la Journée internationale pour la préservation de la couche d'ozone.
Cette désignation a eu lieu le 19 décembre 1994, en commémoration de la date, en 1987, à laquelle les nations ont signé le protocole de Montréal relatif aux substances qui diminuent la couche d'ozone.